# 色烷
色烷（苯并二氢吡喃）（英語：Chromane）是一种杂环化合物，分子式为C9H10O。 色滿的結構出現於更複雜的化合物，例如维生素E（生育酚和生育三烯酚）以及曲格列酮、奥美昔芬、奈必洛尔等藥物。這類化合物有时稱為色烷衍生物（英語：Chromans）。 